# Ludwig Carl Franz Leopold zu Hohenlohe-Waldenburg-Bartenstein

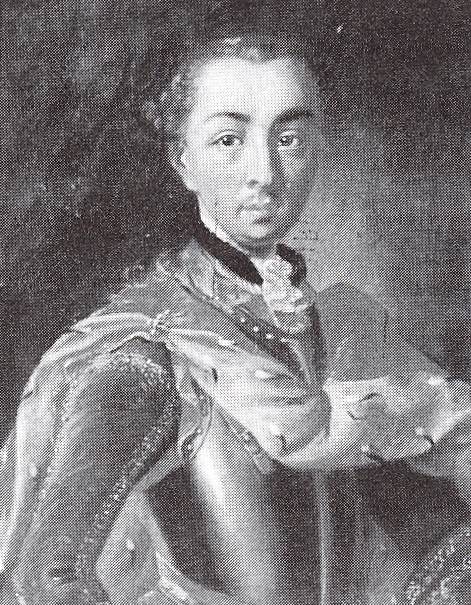
Fürst Ludwig Leopold zu Hohenlohe-Bartenstein

Ludwig Carl Franz Philipp Leopold zu Hohenlohe-Waldenburg-Bartenstein (* 15. November 1731 in Siegen; † 14. Juni 1799 in Kleinheubach) war ein deutscher Reichsfürst.

## Herkunft
Ludwig Leopold entstammte dem alten Hochadelsgeschlecht von Hohenlohe, Linie Waldenburg-Bartenstein und wurde geboren als Sohn des Wetzlarer Reichskammerrichters und regierenden Fürsten Karl Philipp Franz zu Hohenlohe-Bartenstein sowie dessen Gattin Sophia Maria Friderica Charlotte von Hessen-Homburg. Einer seiner Brüder war der spätere Fürstbischof von Breslau, Joseph Christian Franz zu Hohenlohe-Waldenburg-Bartenstein (1740–1817).

## Leben

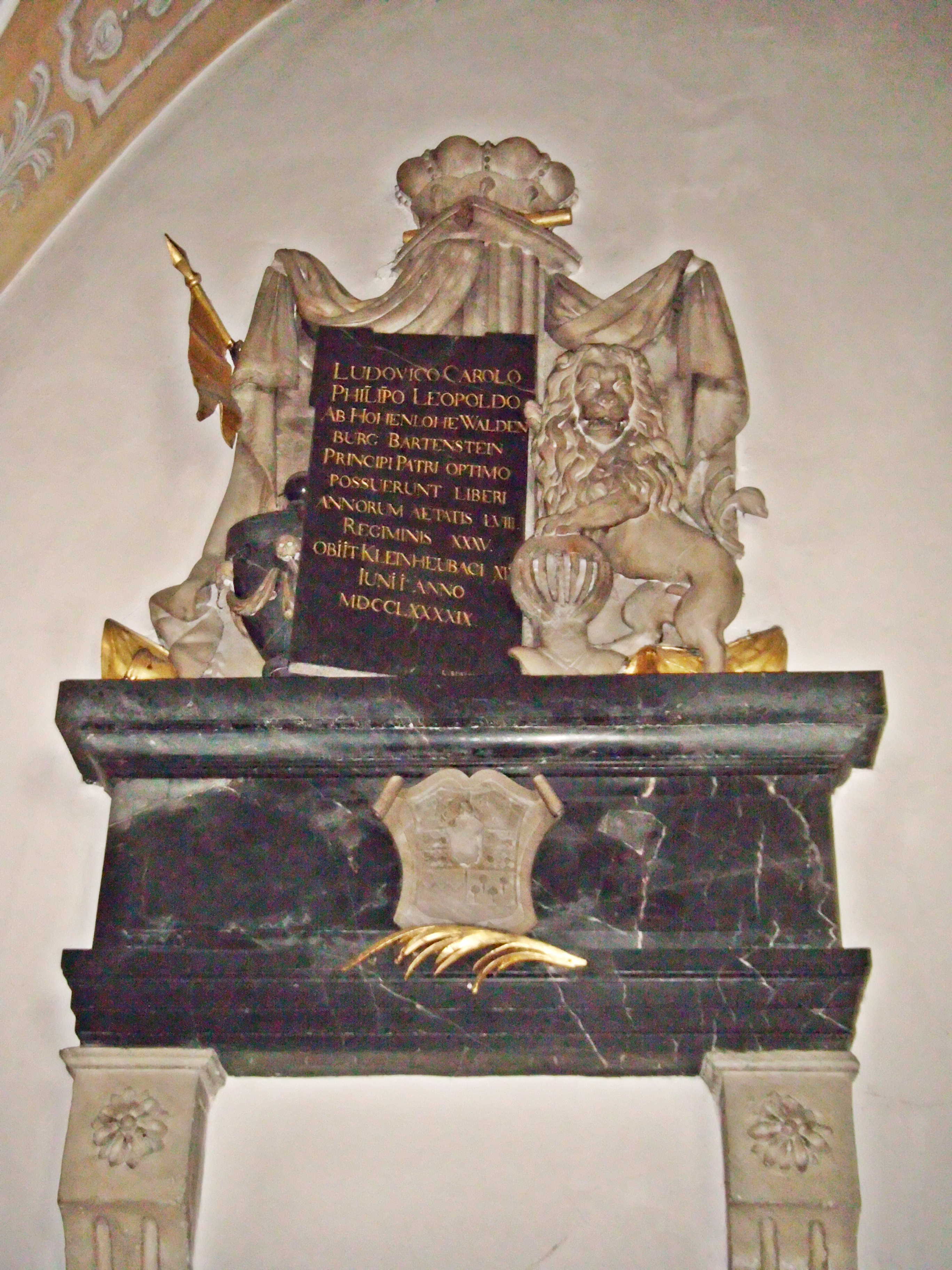
Epitaph des Fürsten, Kloster Engelberg, Großheubach

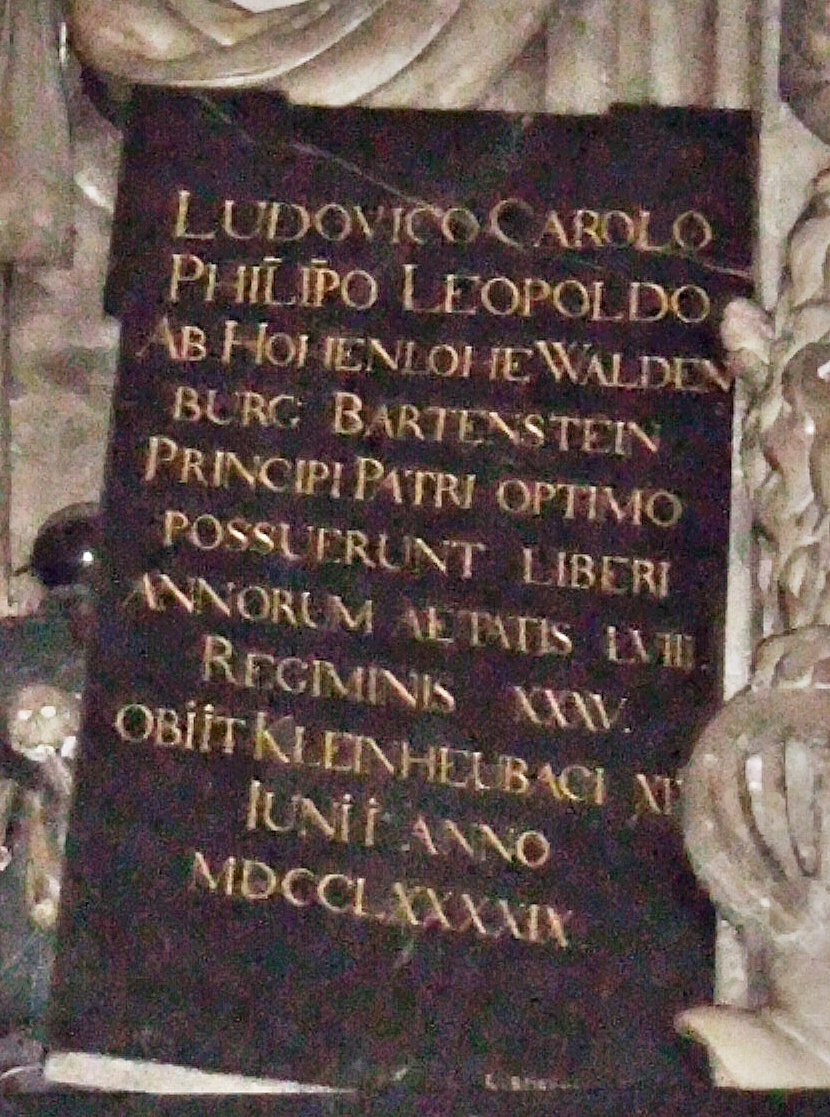
Epitaphinschrift: Ludovico Carolo Philipo Leopoldo AB Hohenlohe Waldenburg Bartenstein Principi Patri Optimo Possuerunt Liberi Annorum Aetatis LVIII Regiminis XXXV. Obiit Kleinheubach XIV Junii Anno MDCCLXXXXIX.

Am 6. Mai 1757 vermählte sich Prinz Ludwig Leopold zu Hohenlohe-Bartenstein mit Josepha Friederike Polyxena Alexandrina Gräfin von Limburg-Stirum (* 28. Dezember 1738; † 26. Februar 1798).
Er wohnte als Erbprinz mit seiner Familie in Schillingsfürst. Aus einem Briefwechsel mit seinem Vater von 1762 geht hervor, dass er nur unter Druck und finanziellen Zugeständnissen bereit war, 1762 nach Bartenstein umzusiedeln. Er wurde vom Vater verpflichtet, dort mit Baudirektor Andrea Gallasini eng zusammenzuarbeiten und beeinflusste so vor allem die Innenausstattung des Schlosses. 1763, beim Tod des Vaters wurde er regierender Fürst und residierte als einziger Landesherr zeitlebens in Bartenstein. 
Des Fürsten verwitwete Mutter lebte bis zu ihrem Tod 1777 auf Schloss Untergröningen, wo auch der Sohn Ludwig Leopold nach dem Tod seiner Gattin 1798 seinen Witwersitz nahm. In Untergröningen siedelte er planmäßig katholische Untertanen an und gründete 1779 eine katholische Volksschule.
Zur Zeit der französischen Revolution fanden viele geflohene französische Adelige im Fürstentum Hohenlohe-Bartenstein Zuflucht. Die royalistische Truppe des Prinzen von Conde hatte in Bartenstein ihr Hauptquartier. Auch im Schloss Gröningen hielten sich zu dieser Zeit viele französische Emigranten auf. Unter ihnen befand sich der Beichtvater König Ludwigs XVI., Pater Nicolas Beauregard, welcher 1804 dort starb. 1792 gründete man zum Kampf gegen die französischen Revolutionäre das Jägerregiment Hohenlohe-Bartenstein.
Mit seiner Gattin hatte Fürst Ludwig Leopold zwei Söhne und fünf Töchter: 
- Sophia Carolina Josepha Philippina Maria Anna Lucia[1] (13. Dezember 1758 – 20. Januar 1836 in Rom, begraben auf dem Campo Santo Teutonico), bis 1794 Stiftsdame von Thorn (Limburg)
- Maria Anna Elisabetha Josepha[1] (20. März 1760 – 11. Juni 1811)
- Marie Leopoldine Henriette (15. Juli 1761 – 15. Februar 1807)
- Josepha Elisabetha Euphemia Rosina (11. März 1763 – 19. Februar 1796)
- Ludwig Aloys Joachim Franz (18. August 1765 – 31. Mai 1829)
- Karl Joseph (12. Dezember 1766 – 6. Juli 1838)
- Franziska Luise Henriette Ambrosia (7. Dezember 1770 – 17. Januar 1812)

Nach dem Tod seiner Frau dankte Fürst Ludwig Leopold 1798 ab. Danach erfolgte die Erbteilung in Hohenlohe-Bartenstein und Hohenlohe-Jagstberg. Der Sohn Ludwig Aloys trat die Nachfolge als regierender Fürst zu Hohenlohe-Bartenstein an. Er war außerdem österreichischer Generalleutnant sowie Marschall von Frankreich. 
Der Sohn Karl Joseph wurde Fürst zu Hohenlohe-Jagstberg.
Die Tochter Marie Leopoldine Henriette heiratete den regierenden Fürsten Dominik Constantin zu Löwenstein-Wertheim-Rochefort (1762–1814), mit dem sie auf Schloss Löwenstein in Kleinheubach lebte. Hier verstarb Ludwig Leopold zu Hohenlohe-Bartenstein am 14. Juni 1799, nachdem er zuvor einen Unfall erlitten hatte und mit dem Wagen gestürzt war. Man setzte ihn in der Grablege der Fürsten zu Löwenstein im Kloster Engelberg über dem Main bei. Dort ist noch heute in der Klosterkirche sein Marmorepitaph vorhanden.
Ludwig Leopold zu Hohenlohe-Bartenstein war einer der wenigen deutschen Reichsfürsten, die sich nachhaltig für die französischen Emigranten einsetzten und den Kampf gegen die Revolution aktiv unterstützten.
Sein Enkel war der hochdekorierte bayerische Generalleutnant Konstantin zu Löwenstein-Wertheim-Rosenberg (1786–1844).

## Wirken als Landesherr

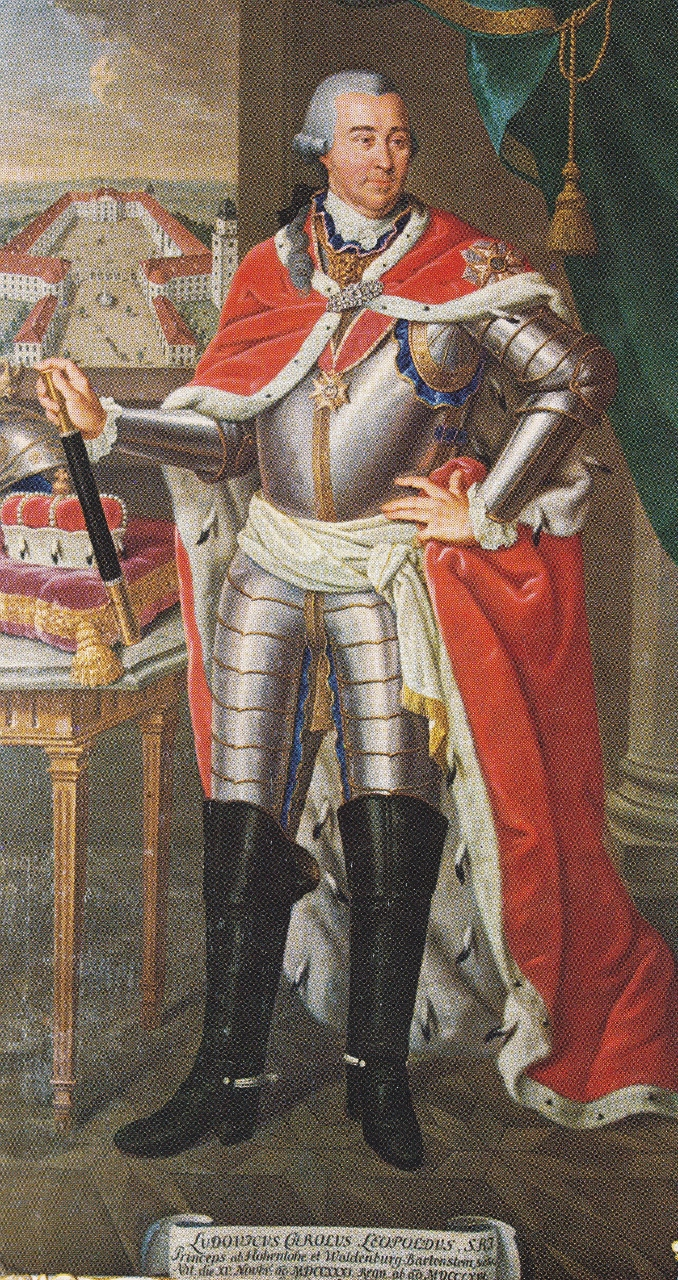
Fürst Ludwig Leopold zu Hohenlohe-Bartenstein, Gemälde um 1780, im Hintergrund Schloss Bartenstein

Während seiner Regierungszeit entwickelte sich Bartenstein im nordöstlichen Hohenlohe zu einem kulturellen, politischen und wirtschaftlichen Zentrum. Er veranlasste den Umbau von Schloss und Stadtanlage zur Barockresidenz. Der Hofstaat musste erweitert werden. Um zusätzlichen Wohnraum zu schaffen, ließ er den Hofgarten im Süden verkürzen. Dort entstand die westliche Schlossstrasse mit den stattlichen Wohnhäusern für die höchsten Hofbeamten. Er erteilte auch um 1763 seiner Residenz das Stadtrecht.
Ludwig Leopold zu Hohenlohe-Bartenstein war ein Förderer der Künste. Als Musikliebhaber unterhielt er eine eigene Hofkapelle. Am Fürstenhof arbeiteten namhafte Hofkapellmeister, wie etwa Ignaz von Beecke, Franz Christoph Neubauer und Johann Evangelist Brandl, der später als Hofmusikdirektor des Speyerer Fürstbischofs August von Limburg-Stirum nach Bruchsal wechselte. Aus zahlreichen Dokumenten des Hohenlohe Zentralarchivs in Neuenstein, insbesondere den Oberamtsrechnungen, ist zu entnehmen, dass wöchentlich zwei Konzerte die Zuhörer erfreuten. Die Bartensteiner Musikdarbietungen wurden nicht nur von Berufsmusikern bestritten. Neben Angehörigen des Fürstenhauses wurden auch Mitglieder des Hofstaates und besonders geeignete Bürger der Residenz eingebunden. Bei der Aufführung der Zauberflöte spielte Erbprinz Ludwig Alois die Rolle des Tamino, die Tochter eines Kammerdieners übernahm die Rolle der Pamina, der Hofrat Christian von Godin übernahm die Rolle des Papageno. Nach den Memoiren von Prinzessin Sophia, die ebenfalls im Hohenlohe Zentralarchiv aufbewahrt sind, hatten die musikalischen Darbietungen eine hohe Qualität. Das Kommödienhaus aus der Zeit um 1765, in dem die Theateraufführungen stattfanden, wurde 1817 auf Abbruch versteigert.
Die Stadt wurde bis 1780 baulich erweitert. Die Einwohnerzahl wuchs auf über 1000 steuerpflichtige Bürger an. Zwei Wochenmärkte wurden abgehalten und einmal pro Jahr ein Markt (Muswiese genannt), an dem über 100 Gewerbetreibende teilnahmen. Die gute wirtschaftliche Lage der Bürger war vorrangig durch die Orientierung auf den Hofstaat und die daraus resultierenden Geldströme begründet. Im Grunde war Bartenstein weitgehend eine Binnenwirtschaft. Der Fürst war stets bemüht, die Versorgungslage seiner Untertanen mit Nahrungsmitteln zu verbessern (bzw. sicherzustellen). So überließ er 29 Bürgern einen fürstlichen Weinberg mit der Auflage, dort Kartoffeln (Grundbirn) anzubauen. Im Jahr 1766 litt das Land unter extremer Trockenheit. In den bartensteinischen Wassermühlen konnte kein Getreide mehr gemahlen werden. Deshalb ließ er im hochgelegenen fürstlichen Lustgarten außerhalb des Ortes eine Windmühle errichten, um so die Versorgung der Bevölkerung mit Mehl zu sichern. Nach Auflösung der Hofhaltung im Jahr 1798 begann in der Residenz der wirtschaftliche Abschwung.

## Regiment Hohenlohe

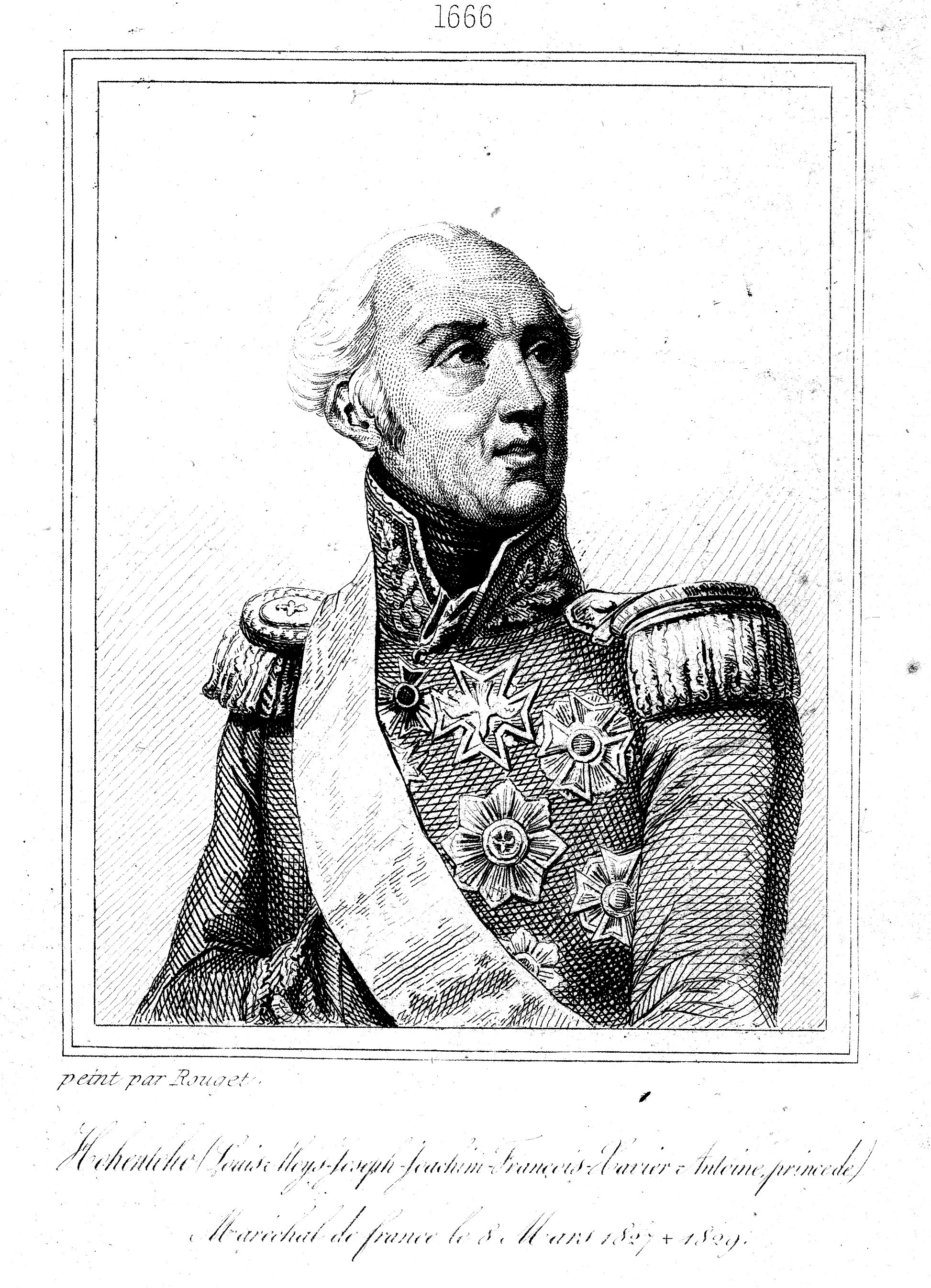
Ludwig Alois zu Hohenlohe Bartenstein als französischer Marschall, Stich um 1830

Die Regimenter Hohenlohe-Bartenstein und Hohenlohe-Schillingsfürst waren Keimzellen des Regiments Hohenlohe, das 1831 in der französischen Fremdenlegion aufging. Im Jahr 1792 wurden sie aufgestellt, 1794 zusammengelegt. Nach 1805 stand das Infanterie-Regiment Hohenlohe-Bartenstein in russischen Diensten, es hieß dann: Infanterie Regiment Michael Großfürst von Russland Nr. 26. Nach mehreren Namenswechseln trug es 1831 bei der Auflösung wieder seinen ursprünglichen Namen.
Im Jahr 1789 brach die Französische Revolution aus. Zahlreiche Royalisten, Emigranten aus Frankreich, an ihrer Spitze die Brüder Ludwigs XVI., kamen in den folgenden Jahren nach Deutschland. Ihr Versuch, eine Armee aufzustellen, um in Frankreich wieder die "alte Ordnung" herzustellen, unterstützten die Fürsten zu Hohenlohe-Schillingsfürst und Ludwig Carl Franz Leopold zu Hohenlohe-Waldenburg-Bartenstein. 1792 stellten sie zwei Regimenter auf, die den Bourbonen im Kampf gegen die Revolution helfen sollten.
Fürst Ludwig Aloys zu Hohenlohe-Waldenburg-Bartenstein wurde Befehlshaber der Jäger (Chasseurs á Pied) und Prinz Karl Joseph zu Hohenlohe-Bartenstein wurde Befehlshaber der Füsiliere. Zusätzlich wurden ehemalige, in französischen Diensten gestandene Offiziere eingestellt. Die hohenlohischen Söldner kamen vorwiegend aus den Gegenden um Pfedelbach, Bartenstein und Schillingsfürst. Zwar lief die Rekrutierung schleppend, doch am Ende kamen rund 900 Mann zusammen, die der Armee des Prinzen Ludwig Joseph von Bourbon-Condé unterstellt wurden.